# Maistre Jhan
«Maistre Jhan», Jan o Jehan fou un músic del segle xvi. Entre els anys 1519 i 1543 fou mestre de capella del duc Hèrcules II de Ferrara. El primer esment escrit parla de «Metre Gian, cantor francexe» És el fill d'un cert «Paulus del Mistro, gallicus» (Pau del Mistro, francès). Eix d'una família noble francesa. Alfons I d'Este ja el juny 1512 va descobrir el seu talent, quan el jove Jhan encara era escolà a Roma, el va convidar a Ferrara on va quedar i desenvolupar la seva carrera artística.
El musicòleg Fétis va admetre la hipòtesi que aquest mestre Jhan i Jan Gero foren la mateixa persona; però no existeix cap prova documental que doni suport a aquesta suposició. També se l'ha confós amb Johann Gallus (Jean Lecocq), tot i fer-ho suposar així la dedicatòria del llibre Cantus Symphonia, editat a Venècia el 1543. Va compondre diversos madrigals a 4 i 5 veus, de factura elegant, així com nombrosos motets i cançons.
Obres destacades
- Te Lutherum Damnamus, te haereticum confitemur (A Tu Luter, et maleïm, a tu et diuem heretge), una paròdia antiluterana inspirada en l'himne Te Deum Laudamus, Te Dominum confitemur (A Tu, Déu, et lloem, a Tu, et reconeixem com Senyor) i una sèrie de motets antiprotestantistes, obres encarregades per Hèrcules II probablement per agrementar per amanyagar el papa Pau III quan visitava Ferrara, per fer-se perdonar d'haver acollit Joan Calví a Ferrara.[5]
- Missa Omnes Sancti et Sanctae Dei[6]